# Man Gave Names to All the Animals
Pistes de Slow Train Coming
Forever Young Gotta Serve Somebody
Man Gave Names to All the Animals est une chanson écrite par Bob Dylan qui figure sur son album de 1979 Slow Train Coming et qui est également sortie en single dans certains pays européens, devenant un hit en France et en Belgique. Il est également sorti en tant que single promotionnel aux États-Unis,. 
« Man Gave Names to All the Animals » a été reprise par de nombreux artistes, dont Townes Van Zandt, qui a repris la chanson sur son album de 1993 Roadsongs. Les paroles ont été transformées en livre pour enfants publié par Harcourt en 1999, avec des illustrations de Scott Menchin. The Singing Kettle a repris cette chanson dans le deuxième épisode de leur troisième série télévisée de la BBC, tandis que The Wiggles l'ont reprise sur leur album Furry Tales en 2013.

## Paroles et musique
La musique de « Man Gave Names to All the Animals » est inspirée du reggae,. Les paroles ont été inspirées par la Bible, chapitre 2 versets 19-20 dans lequel Adam nomme les animaux et les oiseaux. Les paroles s'adressent aux enfants en faisant rimer le nom de l'animal avec l'une de ses caractéristiques. Ainsi, après avoir décrit la « piste boueuse » et la « queue frisée » d'un animal, Dylan chante qu' » il n'était pas trop petit et il n'était pas trop grand « et cet animal a donc été nommé cochon. De même, la vache a reçu son nom parce qu'Adam  « a vu le lait sortir mais il ne savait pas comment » et l'ours a reçu son nom parce qu'il a un « grand dos poilu et des poils poilus ».
Dans le dernier couplet, les paroles prennent une tournure plus sinistre:
- « Saw an animal as smooth as glass » (J'ai vu un animal aussi lisse que du verre)
- « Slithering his way through the grass » (Se faufilant dans l'herbe)
- « Saw him disappear by a tree near a lake » (l'ai vu disparaître près d'un arbre proche d'un lac)

Le couplet s'arrête là, la musique étant suspendue et les paroles évitant de nommer le serpent,. En concert, Dylan développait parfois la signification du serpent pour lui à l'époque. Par exemple, lors d'un concert à Pittsburgh en mai 1980, Dylan confirme que l'animal du dernier couplet est le même serpent qui est apparu à Adam et Ève dans le Jardin d'Éden dans la description de Dylan ce jour-là, Lucifer avait mis son esprit dans ce serpent, et Jésus est mort plus tard non seulement pour le pardon des péchés, mais aussi pour détruire l'œuvre du diable. Malgré la source biblique évidente de la chanson, Dylan évite toute mention explicite d'Adam et Ève, ce qui (pour l'auteur Oliver Trager) semble rejeter la responsabilité de la chute de l'homme uniquement sur le serpent. Le critique musical Michael Gray trouve intéressant que Dylan évite de blâmer Ève pour la chute de l'homme, appréciant qu'il arrête « la chanson sur une belle note de gueule de bois à l'arrivée sur la scène du serpent ».
Selon la choriste Regina Havis Brown, à l'origine Dylan n'était pas sûr de vouloir inclure « Man Gave Names to All the Animals » sur Slow Train Coming. Mais quand Dylan a entendu le fils de trois ans de Brown rire à l'identification des animaux, il a dit « Je vais mettre ça sur le disque ».

## Performances en direct
Dylan a régulièrement joué « Man Gave Names to All the Animals » en concert entre 1979 et 1981, et il l'a rejoué en concert lors de sa tournée européenne de 1987, compte tenu de la popularité de la chanson dans cette région,. En concert, il jouait souvent avec les paroles, changeant d'animal et brouillant les rimes. Par exemple, le vers « he wasn't too small and he wasn't too big » pouvait être suivi de l'identification de l'animal comme étant une girafe plutôt qu'un cochon,. Les choristes de Dylan sifflaient souvent pour remplacer la ligne manquante identifiant le serpent.

## Accueil et critique
Rolling Stone a décrit « Man Gave Names to All the Animals » comme étant « intelligent » mais « pas très profond » et que, bien qu'il « soit plutôt bien passé en concert », il est « simpliste » et facile de voir « pourquoi il a des détracteurs Author John Nogowski calls it 'an embarrassment', 'silly', and 'just awful'. Mais le critique musical Michael Gray l'a saluée comme l'un des morceaux les plus remarquables de « Slow Train Coming », citant son humour, sa qualité de chanson pour enfants et le contraste d'autodérision avec le ton plus fondamentaliste des chansons que Dylan a écrites pendant cette période. Cash Box a déclaré que la chanson combine « gospel-thème et chant d'accompagnement avec reggae-approche rythmique inspirée » et qu'"il y a un humour subtil dans les rimes lyriques, comme celles d'un enfant ». Record Word a dit qu'elle « a un rythme reggae léger avec une merveilleuse ligne de clavier récurrente ".
Cependant, certains l'ont qualifiée de pire chanson que Dylan ait jamais écrite. Un sondage réalisé en 2013 par le magazine Rolling Stone, a classé « Man Gave Names to All the Animals » comme étant la quatrième plus mauvaise chanson de Bob Dylan, derrière « Gotta Serve Somebody » (le hit single de Slow Train Coming) à la deuxième place.

## Reprises notables
La chanson a été reprise par plus d'une douzaine d'artistes. Parmi les versions les plus notables, on peut citer celles de Townes Van Zandt, Julie Felix, Tim O'Brien et Jason Mraz. Le chanteur français Hugues Aufray a traduit les paroles en français (sous la forme « L'homme dota d'un nom chaque animal ») et l'a enregistrée deux fois : en version solo en 1995 et en duo avec Alain Souchon en 2009.
L'auteur-compositeur-interprète brésilien Zé Ramalho a également traduit les paroles en portugais, sous le titre « O Homem Deu Nome a Todos os Animais », qui a été repris par Adriana Calcanhotto dans son album pour enfants intitulé Adriana Partimpim.